# Matt Reeves
Matthew George "Matt" Reeves (27 de abril de 1966) é um diretor, roteirista e produtor de cinema americano. Reeves começou sua carreira como roteirista dos filmes Under Siege 2: Dark Territory (1995) e The Pallbearer (1996), o último do qual estreou sua carreira como diretor de cinema. Ele então passou para a televisão como diretor e co-criador da série de drama Felicity (1998-2002) ao lado de J.J. Abrams. Reeves desde então dirigiu o filme de terror Cloverfield (2008), o filme de terror romântico Let Me In (2010) e as seqüências de ficção científica Dawn of the Planet of the Apes (2014) e Planeta dos Macacos: A Guerra (2017). Em fevereiro de 2017, a Warner Bros. anunciou que Reeves iria dirigir The Batman, estrelado por Robert Pattinson.

## Juventude
Reeves nasceu em Rockville Center, no estado de Nova York, e foi criado em Los Angeles, Califórnia. Ele começou a fazer filmes aos 8 anos, dirigindo seus amigos com uma câmera. Reeves conheceu e fez amizade com J.J. Abrams quando ambos tinham 13 anos, e um canal de televisão a cabo, Z Channel, estava transmitindo os curtas-metragens deles. Quando Reeves e Abrams tinham cerca de 15 anos, Steven Spielberg os contratou para transferir alguns de seus filmes do Super 8 para fita de vídeo.
Reeves cursou a Universidade do Sul da Califórnia. Lá, entre 1991 e 1992, ele produziu um premiado filme de estudante, Mr. Petrified Forest, o que o ajudou a adquirir um agente; ele também co-escreveu um roteiro que eventualmente se tornou Under Siege 2: Dark Territory. Depois de se formar, ele co-escreveu e dirigiu The Pallbearer, que também foi sua estreia como diretor profissional.

## Carreira

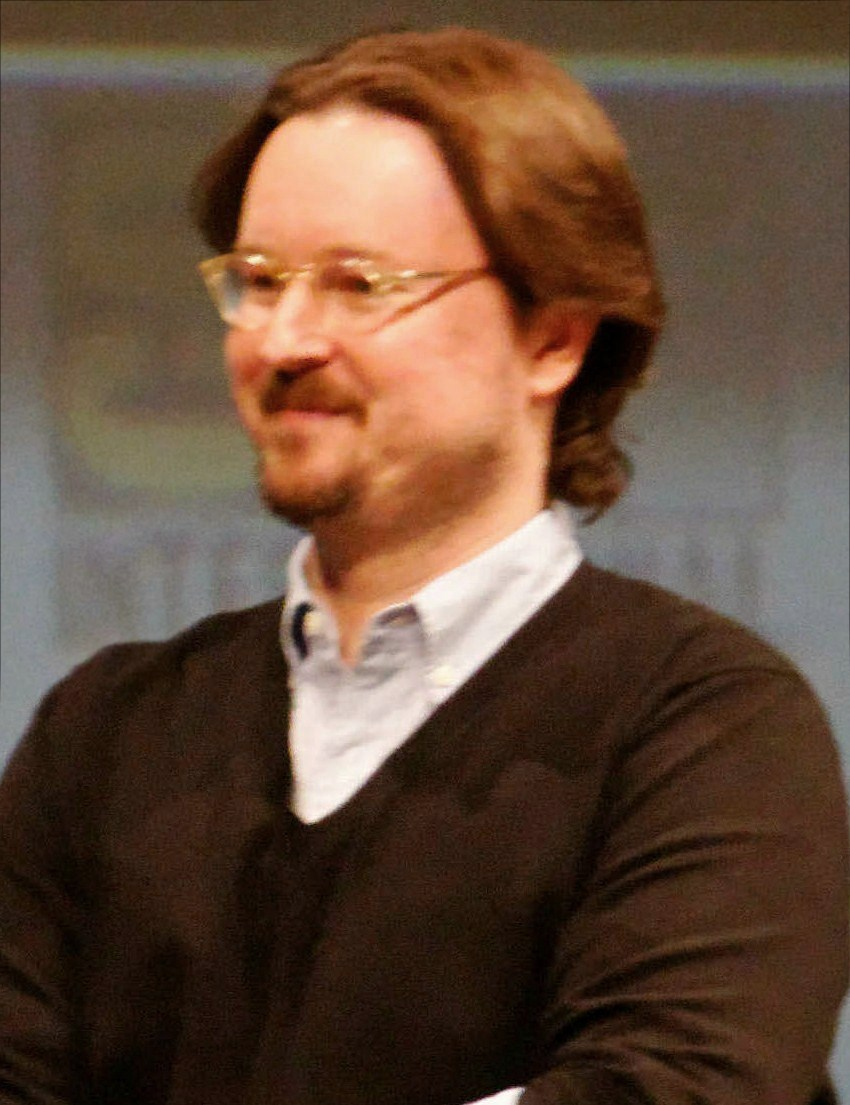
Matt Reeves em 2010.

Reeves e Abrams co-criaram a série de TV Felicity, para a qual Reeves dirigiu vários episódios, incluindo o piloto. Reeves dirigiu episódios ocasionais de outras séries de TV, incluindo Homicide: Life on the Street e Relativity.
Reeves dirigiu o filme de monstro Cloverfield, de 2008, que Abrams produziu; Reeves produziu a sequência de 2016 desse filme, 10 Cloverfield Lane.
Ele também escreveu e dirigiu o filme Let Me In, de 2010, um remake do filme sueco Låt den Rätte Komma In. Ele foi um convidado especial no San Diego Comic Con International 2010.
Em 2012, foi anunciado que Reeves iria dirigir um filme baseado na clássica série de TV, The Twilight Zone. O filme estava prestes a se desenvolver no verão de 2013, mas Reeves deixou o projeto para Dawn of the Planet of the Apes, a continuação de Planeta dos Macacos: A Origem, lançado em 2014. Ele voltou a dirigir o terceiro filme, Planeta dos Macacos: A Guerra, lançado em 2017.
Em janeiro de 2017, foi reportado que Ben Affleck havia desistido de dirigir seu co-escrito, co-produzido e auto-estrelado, The Batman; ao mesmo tempo que nomeou Reeves como um dos vários cineastas em uma lista daqueles que o estúdio e Affleck estavam considerando conjuntamente como um substituto para dirigir o filme. Em fevereiro de 2017, foi anunciado que Reeves iria produzir e dirigir The Batman. A produção no filme começou em algum momento em junho de 2018, em Burbank, Califórnia. O filme não faz parte do Universo Estendido da DC.

### Futuros projetos
Desde 2011, Reeves trabalha no roteiro de 8 O'Clock in the Morning, um filme de ficção científica baseado na história curta de mesmo nome, escrita por Ray Nelson. Ele também irá dirigir o filme e a Universal Pictures produzirá o filme.

Reeves produzirá a adaptação de The Care and Feeding of a Pet Black Hole para a 20th Century Fox Animation.

## Vida pessoal
Reeves é casado com Melinda Wang, uma ex-animadora. Eles têm um filho.

## Filmografia
- Future Shock (1993) (seguimento Mr. Petrified Forest) (roteirista, diretor)
- Under Siege 2: Dark Territory (1995) (co-roteirista, com Richard Hatem)
- The Pallbearer (1996) (co-roteirista, com Jason Katims)
- Relativity (1997) (TV)
- Homicide: Life on the Street (1997) (TV)
- Gideon's Crossing (2000) (TV)
- Felicity (1998–2002) (co-criador, com J. J. Abrams) (TV)
- The Yards (2000) (co-roteirista, com James Gray)
- Miracles (2006) (TV)
- Conviction (2006) (TV)
- Cloverfield (2008) (diretor)
- Let Me In (2010) (diretor, roteirista)
- Dawn of the Planet of the Apes (2014) (diretor)
- 10 Cloverfield Lane (2016) (produtor executivo)
- War for the Planet of the Apes (2017) (diretor, co-roteirista)
- The Batman (2022) (diretor, co-produtor e co-roteirista)
- Gotham City PD (TBA) (produtor executivo)
- Batman: Caped Crusader (TBA) (produtor executivo)
- The Care and Feeding of a Pet Black Hole (TBA) (produtor)
- Sequência de 'The Batman' (TBA)

## Recepção
| Filme                          | Rotten Tomatoes | Metacritic | Orçamento    | Bilheteria     |
| ------------------------------ | --------------- | ---------- | ------------ | -------------- |
| The Pallbearer                 | 42%             | —          | $8 milhões   | $5.7 milhões   |
| Cloverfield                    | 77%             | 64         | $25 milhões  | $170.8 milhões |
| Let Me In                      | 88%             | 79         | $20 milhões  | $24.1 milhões  |
| Dawn of the Planet of the Apes | 90%             | 79         | $170 milhões | $708.8 milhões |
| War for the Planet of the Apes | 93%             | 82         | $150 milhões | $490.6 milhões |
| Batman                         | 86%             | 73         | $150 milhões |                |